# Відкритий чемпіонат Швейцарії 1929
Відкритий чемпіонат Швейцарії 1929 — 14-й відкритий чемпіонат Швейцарії з хокею, чемпіоном став «Давос».

## Схід
- «Давос» — «Санкт-Моріц» 5:0

ХК «Санкт-Моріц» вирішив не брати участь у чемпіонаті.

## Захід
- «Розей» (Гштаад) — Стар Лозанна 9:0

«Розей» (Гштаад), відмовився від участі у фіналі через участь у фіналі чемпіонату Швейцарії 1929 року. Тому, «Стар Лозанна» здобула право на участь у фіналі чемпіонату.

## Фінал
- «Давос» — Стар Лозанна 9:0